# Sedução em Manhattan
Sedução em Manhattan ou Suburban Girl é um filme estadunidense de comédia romântica de 2007 dirigido por Marc Klein e produzido por Gigi Pritzker e Deborah Del Prete. É estrelado por Sarah Michelle Gellar e Alec Baldwin, com Maggie Grace, James Naughton e Chris Carmack em papéis coadjuvantes. O filme é adaptado dos contos "My Old Man" e "The Worst Thing a Suburban Girl Could Imagine" do livro best-seller de Melissa Bank, The Girls' Guide to Hunting and Fishing, que durou 16 semanas na lista dos mais vendidos do New York Times. O filme teve sua estreia no Festival de Cinema de Tribeca em Nova Iorque em 27 de abril de 2007. Foi lançado em DVD e Blu-ray nos Estados Unidos em 15 de janeiro de 2008.
Por muitos meses, os criadores de Suburban Girl usaram o título do livro, The Girls' Guide to Hunting and Fishing, para seu filme. Francis Ford Coppola (que detém os direitos do título e do conto desse nome) e a sua empresa American Zoetrope estão a desenvolver um filme adaptado do último conto do livro.

## Sinopse
Brett Eisenberg é uma ambiciosa, mas pouco confiante, editora assistente de livros da cidade de Nova York que vive no viveiro literário do Upper East Side de Manhattan. Lutando para se tornar uma editora completa, uma tarefa ainda mais difícil depois que seu mentor e chefe é demitido e substituído por Faye Falkner, Brett conhece o notório e muito mais velho playboy editorial Archie Knox. Depois de passar um tempo com ele, ela percebe como está infeliz com seu namorado imaturo Jed e termina o relacionamento deles para tentar um com Archie.
Archie revelou ter vários problemas, como ser um alcoólatra, embora esteja sóbrio há quase três anos; sofrendo de diabetes; e ter uma filha distante. A diferença de idade entre Brett e ele fica clara por meio de seus diferentes estilos de vida, como sua falta de compreensão de como usar um Blackberry e Brett levando-o a uma confeitaria. Embora isso não afete o relacionamento no início - Brett aprecia os conselhos e a confiança que ele lhe dá para enfrentar o chefe - ela logo começa a se ressentir da atitude paternalista dele. Ele finalmente começa a beber novamente e dorme com outra mulher para terminar o relacionamento.
Ao mesmo tempo, Brett mostra ser incrivelmente próxima de seu pai; ela é vista constantemente explicando sua situação e pedindo conselhos. Ao visitar a casa de sua família, ela fica chocada ao descobrir que ele tem câncer e que ela foi a última a saber por trás de seu irmão Ethan, porque seu pai sentiu que ela não poderia lidar com a notícia. Sentindo-se deprimida e indisposta, Brett causa uma péssima impressão em um cliente famoso até que Archie aparece e resgata a situação. Eles decidem dar uma nova chance ao relacionamento e Brett o apresenta para sua família, que está preocupada com a diferença de idade; seu pai, especialmente depois de saber que Archie é um alcoólatra ao ser internado no hospital. O pai de Brett diz a ela que ela não deveria passar a vida cuidando de Archie.
Mais tarde, é revelado que seu pai morreu e Brett percebe que ela deve finalmente lidar com seus problemas sem seu apoio. Depois disso, Archie propõe usar o Blackberry que Brett comprou para ele, mas ela recusa, dizendo que eles se vêem como professor e aluna, e não como iguais. Ela diz que precisa de tempo para ser feliz e crescer sozinha.
O final do filme mostra Brett finalmente confiante em si mesma quando ela finalmente veste uma calça de couro que antes estava com muito medo de usar, e editando seu trabalho de forma decisiva usando uma caneta em vez de um lápis, como pode ser visto em todo o filme.

## Elenco
- Sarah Michelle Gellar como Brett Eisenberg
- Alec Baldwin como Archie Knox
- Maggie Grace como Chloe
- Vanessa Branch como Faye Faulkner
- James Naughton como Robert Eisenberg
- Peter Scolari como Mickey Lamm
- Chris Carmack como Jed Hanson
- Ebon Moss-Bachrach como Ethan Eisenberg
- Jill Eikenberry como Marlene Eisenberg
- Marian Seldes como Margaret Paddleford
- Marin Ireland como Katie
- Amad Jackson como Seaver

## Produção
O filme foi filmado em vários locais da cidade de Nova York e também em Toronto, Canadá.
Depois de trabalhar inicialmente com A Girl's Guide to Hunting and Fishing, o título do filme foi oficialmente alterado para Suburban Girl para seu lançamento.

## Trilha sonora
Nenhuma trilha sonora oficial foi lançada, mas as faixas do filme incluem;
- "Love Song" - escrita e interpretada por Sara Bareilles
- "Smokin' Some Blues" - escrita e interpretada por Terance Jay
- "Silent Night" - escrita por Josef Mohr, interpretada por Terrance Jay
- "Start Being Nicer" - escrita por Ken Steen, interpretada por Torpedo Boys
- "Charm Attack" - escrita e interpretada por Leona Naess
- "Come to the Party" - escrita e interpretada por Sam Winch
- "Space Age Love Song" - escrita por Francis Maudsle et al., interpretada por Abra Moore
- "Having a Party" - escrita por Malissa Hunter e Billy J Stein, interpretada por Malissa Hunter
- "Funny Kind of Love" - escrita por Christopher Alan Livingston e Frank D Piazza, interpretada por Audio Paint
- "Your Love Beside Me" - escrita por Ray Greene et al., interpretada por Ray Greene
- "More Luck" - escrita por Ray Greene et al., interpretada por Ray Greene
- "Cause a Rockslide" - escrita por Damon Gough, interpretada por Badly Drawn Boy
- "Tokyo Boys" - escrita por Mladen Borosak e Tammy Plynn, interpretada por Running Red Lights
- "Concert Source" - escrita e interpretada por Drew Perrante
- "Speeding Cars" - escrita e interpretada por Imogen Heap
- "She Painted Pictures" escrita por Liam Pickering, interpretada por Liam Frost
- "Slipping Under(Sing Along to Your Favorite Song)" escrita e interpretada por William Tell
- "Cold Hearts" escrita por Johan Andergard, interpretada por Club 8
- "No Fear" - escrita e interpretada por Melissa Tallon